# Toolse
Toolse (tyska: Tolsburg) är en by (estniska: küla) i Haljala kommun i landskapet Lääne-Virumaa i norra Estland. Byn ligger vid Finska viken, vid sidan av ån Toolse jõgis mynning, väster om staden Kunda.
I kyrkligt hänseende hör byn till Haljala församling inom den Estniska evangelisk-lutherska kyrkan.
Före kommunreformen 2017 hörde byn till dåvarande Vihula kommun.
På udden Toolse neem ligger ruinerna efter Toolse ordensborg (Tolsburg).

## Källor

Toolse borgruin (Tolsburg).